# Sargon
Sargon fue un grupo español de thrash metal, fundado en 1999 en Santa Eulalia de Ronsana, Barcelona (Cataluña).

## Historia
Sargon nace a finales de 1999 de manos de tres amigos con inquietudes musicales, que venían compartiendo diversas tardes juntos con sus instrumentos en un pequeño local de ensayo ubicado en Santa Eulàlia de Ronçana, Barcelona.
Carles Ferreiro (Guitarra), Felipe Sánchez (Guitarra) y Marc Prim (Batería) decidieron dotar de mayor seriedad y regularidad estos encuentros y crear una banda.
Con este propósito nace en diciembre del 1999 el grupo Sargon, formado por ellos tres, empezando a construir sus primeros temas y la búsqueda de un cantante y un bajista para completar la formación.
A partir de mediados del año 2000 con la formación completa empezaron a realizar sus primeros conciertos por su zona de origen.
Tras diversos cambios de formación y ante la necesidad de tener material grabado para encontrar más actuaciones, en el verano boreal de 2001 Sargon graban su primera maqueta “The Oath of Akkad” con Oriol Nieto a la voz y el bajo, Felipe Sánchez guitarra, Carles Ferreiro guitarra y Marc Prim batería. Se trata de una demo de 5 temas donde queda reflejado el carácter heavy de la banda, no exento de toques del power metal, muy en boga en esa época.
Gracias a esta grabación, la banda comenzó a actuar asiduamente por su zona de origen realizando numerosos conciertos que sirvieron para su promoción y experiencia sobre el escenario.
Tras un fatal accidente, que causó la muerte del guitarrista Felipe Sánchez, el grupo se vio obligado a realizar una reestructuración en la formación. El cantante y bajista Oriol Nieto pasó a encargarse de la guitarra y la voz, de esta manera se empezó a buscar un nuevo bajista. El nuevo encargado de las cuatro cuerdas fue Jordi Llobet, que rápidamente se integró en el seno del grupo y aprendió los temas.
Tras un pequeño rodaje con la nueva formación, la banda ganó un concurso de maquetas a mediados del 2002, que les supuso actuar en el festival Rockallerona de ese mismo año.
A finales del verano boreal de 2002 el grupo entró a grabar su segunda maqueta “Mirage” una demo que contiene 4 temas, y se puede apreciar aparte de una gran mejora en el sonido, el crecimiento musical e instrumental de Sargon, quedando así unos temas más maduros y complejos. La grabación de esta maqueta supuso para el grupo un salto importante, ya que empezaron a llegar actuaciones no sólo en su zona de origen sino también en Barcelona, y en otros puntos de la geografía catalana. Quizá los conciertos más destacados fueron la participación en el festival Rockallerona 2002 con gran afluencia de público, compartiendo escenario con diversas bandas de reconocimiento nacional e internacional; el concierto junto a Reincidentes en Granollers, donde supuso también para el grupo actuar delante de un gran número de personas y a la vez una buena plataforma de promoción. La actuación con el grupo neerlandés Epica en Mephisto también puede resaltarse debido a la emergente importancia de esta banda a nivel internacional y que significó para Sargon telonear a un grupo de renombre internacional y de estilo parecido al suyo (se engloba dentro del metal) en la ciudad condal con una sala abarrotada.
Tras este periodo de actuaciones y mayor rodaje del grupo en directo, saliendo incluso de Cataluña, llegó el momento de volver al estudio. Fue a finales del verano boreal de 2004 cuando la banda entró a grabar lo que es ahora su disco debut: [Transcriptions]. Después de una larga grabación, Sargon se dedicó a buscar una compañía discográfica que editara su trabajo. A mediados de 2005 la compañía española Big Bang Music, fue la que mostró más interés por el trabajo de Sargon y de esta manera se consumó el contrato para la edición de [Transcriptions] en toda España.
A principios de 2009 verá la luz el álbum que más éxito va a proporcionar a la banda, Vida, masterizado en Estados Unidos y distribuido por Weight Recordings. Tras su grabación, el guitarrista Carles Ferreiro abandona la formación por motivos personales y es reemplazado por Albert Comerma, guitarra de reconocido talento. Este álbum al fin se llega a distribuir a nivel nacional.
En el verano de 2009 se produce la partida más dura para la banda y sus fanes: el vocalista Uri Nieto se va a Estados Unidos con una beca de estudios y decide que lo mejor para el grupo es que busquen un sustituto. En este momento deciden emprender la búsqueda de dos nuevos miembros: un vocalista que se dedique en exclusiva a la voz y un nuevo guitarra rítmica. Así es como entran a formar parte de Sargon Miky Vega (ex Arborea) a la guitarra y Benjamín Amorín (The Soundtime y Benhard Heavy Author) en la voz. Mientras los nuevos miembros se van haciendo con los temas, la bailarina de danza del vientre Érika Llopis anuncia que ella tampoco continuará con el proyecto por motivo de su maternidad. Es una época difícil para la banda, en la que la nueva formación llegará a ver la luz en una única y breve actuación. Unos meses más tarde, a finales de marzo de 2010, los miembros de Sargon procederán a la disolución de la banda para centrarse en los proyectos paralelos que ya tienen en funcionamiento y buscar otros nuevos donde desarrollar su creatividad.
Tras diez años de andadura trabajando por un hueco en la escena del metal, Sargon deja a sus seguidores un montón de buenos recuerdos y, sobre todo, un montón de buena música.

## Miembros
- Miky Vega - Guitarra (2009-2010); ex Arborea
- Benjamín Amorín - Voz (2009-2010); ex The Soundtime y Benhard Heavy Author
- Albert Comerma - Guitarra (2009-2010); ex Moreno del Metal
- Marc Prim - Batería (1999-2010); ex Nightmare
- Jordi Llobet - Bajo, Coros (2002-2010); ex Aquitania
- Erika Llopis - Bailarina de la danza del vientre (2003-2010)

Ex miembros:
- Oriol Nieto - Voz, Guitarra (2000-2009); ex Darkgeon, ex Witchfate, ex Phackner
- Carles Ferreiro - Guitarra, Coros (1999-2009)
- Felipe Sánchez - Guitarra (1999-2002†)
- Albert Hernández - Bajo (2000-2001)
- Miguel - Voz, Teclados (2000)
- Luana Cuenca - Teclados (2000)
- Quim Argemí - Bajo (2000)

## Discografía
- Vida (2009, álbum editado por Weight Recordings)
- [Transcriptions] (2005, álbum editado por Big Bang Music)
- Mirage (2002, demo autoproducida)
- The Oath Of Akkad (2001, demo autoproducida)